# Park im. Karola Augusta Dittricha w Żyrardowie
Park im. Karola Augusta Dittricha w Żyrardowie – park w stylu angielskim, spełniający obecnie funkcję żyrardowskiego parku miejskiego, zlokalizowany w granicach dawnej osady fabrycznej.

## Historia
Założony został w latach 1886–1896 według projektu Saksończyka Karola Sparmana. Pomysłodawcą był współwłaściciel fabryki żyrardowskiej Karol Dittrich jr. W 1992 roku park otrzymał nazwę Karola Augusta Dittricha. W parku znajduje się pałacyk reprezentacyjny Karola Dittricha jr., w którym mieści się Muzeum Mazowsza Zachodniego. Przez park przepływa rzeka Pisia Gągolina.
Od 2005 do 2008 trwała rewaloryzacja parku w ramach projektu rewitalizacji Żyrardowa. Rewaloryzacja parku była dofinansowana z funduszy Unii Europejskiej.

## Charakterystyka
Obiekt jest zadbany, posiada bogaty drzewostan, m.in.: dęby, klony, lipy, graby, świerki, brzozy. Jedenaście drzew zostało uznanych za pomniki przyrody:
- trzy wiązy szypułkowe
- trzy olchy czarne
- dwa platany klonolistne
- orzech czarny
- grab pospolity
- dąb szypułkowy

Dzięki zakończonemu w 2007 roku procesowi rewaloryzacji parku udało się w dużej mierze przywrócić jego dawną świetność, a jednocześnie dostosować do współczesnych potrzeb mieszkańców miasta. Na tyłach pałacyku Dittricha powstał amfiteatr, gdzie w sezonie letnim odbywają się cotygodniowe niedzielne koncerty muzyki poważnej. W zachodniej części parku znajduje się plac zabaw dla dzieci.